# Never Been in Love
Never Been in Love è un singolo del gruppo musicale statunitense Cobra Starship, pubblicato il 25 agosto 2014.

## Descrizione
Il singolo, che ha visto la partecipazione del gruppo musicale svedese Icona Pop, si apre con un campionamento di Praise You di Fatboy Slim del 1999.

## Promozione
Nel 2016 è stata la colonna sonora degli spot radiofonici Volkswagen.

## Video musicale
Il videoclip mostra i protagonisti divertirsi in giro.